# Dorsa di Tritone
Segue una lista dei dorsa presenti sulla superficie di Tritone. La nomenclatura di Tritone è regolata dall'Unione Astronomica Internazionale; la lista contiene solo formazioni esogeologiche ufficialmente riconosciute da tale istituzione.
I dorsa di Tritone portano i nomi di divinità marine di varie culture oppure luoghi e concetti legati all'acqua, quali fontane, isole, geyser.
Tritone è stato finora raggiunto unicamente dalla sonda Voyager II. I dati raccolti durante il fly-by non sono stati sufficienti a determinare le dimensioni delle caratteristiche superficiali per cui l'IAU censisce solamente le coordinate in attesa che ulteriori missioni forniscano dati più precisi.

## Prospetto
| Dorsum     | Eponimo                                                                  | Latitudine | Longitudine | Diametro |
| ---------- | ------------------------------------------------------------------------ | ---------- | ----------- | -------- |
| Awib Dorsa | Awib - Parola per indicare la pioggia nel linguaggio dei San e dei Nama. | 7° S       | 80° E       | n.d.     |